# Åssjöns norra strand
Åssjöns norra strand är en av SCB definierad och namnsatt tätort i Ås distrikt (Ås socken) i Krokoms kommun i Jämtlands län. Bebyggelsen ligger vid norra stranden av Storsjöviken Åssjön och omfattar bland annat bebyggelsen i de tidigare småorterna Täng och Birka. När SCB:s tätortssiffror publicerades 2016 hade tätorten namnet Birka, men fick sitt nuvarande namn i juni 2017.

## Befolkningsutveckling
| Befolkningsutvecklingen i Åssjöns norra strand 2015–2020                                                                                       | Befolkningsutvecklingen i Åssjöns norra strand 2015–2020 | Befolkningsutvecklingen i Åssjöns norra strand 2015–2020 | Befolkningsutvecklingen i Åssjöns norra strand 2015–2020 | Befolkningsutvecklingen i Åssjöns norra strand 2015–2020 |
| --- | -------------------------------------------------------- | -------------------------------------------------------- | -------------------------------------------------------- | -------------------------------------------------------- |
| |                                                          |                                                          |                                                          |                                                          |
| År |                                                          |                                                          | Folkmängd                                                | Areal (ha)                                               |
| 2015 | 2015                                                     |                                                          | 324                                                      | 97                                                       |
| 2020 | 2020                                                     |                                                          | 354                                                      | 96                                                       |
| Anm.: Ny tätort 2015, var tidigare småorterna Täng och en med namnet Birka, vilken 2010 hade 118 invånare på 25 hektar.Täng norra utbräts 2023 |                                                          |                                                          |                                                          |                                                          |